# Philip Adam von Massenbach
Philip Adam von Massenbach (1. april 1621 på godset Massenbach i Pfalz (nu i Württemberg) – 29. september 1702 på Hellestrup) var en tysk officer i dansk tjeneste.
Forældrene var Hans von Massebach og Dorothea von Mörlau. Allerede som barn blev han af Trediveårskrigens rædsler forjaget fra hjemmet. 1660 var han oberstløjtnant ved det franske rytterregiment Mazarin, men han var dog nærmest knyttet til Lothringen, hvor han besad flere godser og havde ægtet Claude Henriette d'Auxi. Siden var han kurkölnsk og derefter brunsvigsk oberst. 20. juli 1677 giftede han sig 2. gang, med Ilsa Anna von Hardenberg (født 25. august 1630, begravet 4. september 1687); hun var datter af brunsvigsk oberst og krigsråd Hans Christoph von Hardenberg og enke 1. efter Rabe Arndt von Oyenhausen, 2. efter Stats Friedrich von Post. I december 1678 trådte von Massenbach i dansk tjeneste som generalmajor til hest og stod den følgende sommer ved hovedhæren, der skulle dække rigets sydgrænse mod et truende fransk indfald, men ikke kom i aktion. Den episode, hvortil von Massenbachs navn særlig er knyttet, er Möllns overrumpling 17. marts 1684, da Christian V havde overdraget ham at gøre "Exekution" hos hertugerne af Sachsen-Lauenburg og Mecklenburg-Schwerin for penge, kongen havde til gode. Under ganske pudsige omstændigheder gjorde Mölln sig til herre over nævnte lille fæstning lige for landsherrens øjne og løste herved, uden at det kom til blodsudgydelse, den opgave, der var stillet ham. Massenbachs konduite belønnedes med det hvide bånd. Senere var han med ved belejringen af Ratzeburg 1693, men levede i øvrigt på sin ejendom Hellestrup ved Ringsted, hvor han døde 29. september 1702.